# Cerro Gordo, Tejupilco
Cerro Gordo är en ort i kommunen Tejupilco i delstaten Mexiko i Mexiko. Samhället hade 576 invånare vid folkräkningen 2020.